# 栃木市立大平南中学校
栃木市立大平南中学校（とちぎしりつ おおひらみなみちゅうがっこう）は、栃木県栃木市大平町西野田にある公立中学校。

## 沿革

### 年表
- 1984年4月1日 - 大平町立大平南中学校として開校。
- 2010年3月29日 - 市町合併により栃木市立大平南中学校となる。

## 教育方針
- 教育目標
  - 知性を磨き、創造的に活動する生徒（聡く）
  - 人権を尊重し みんなの幸福を願う生徒（優しく）
  - 心身ともに健全な生徒（健やかに）

## 通学区域
栃木市立大平南小学校・栃木市立大平中央小学校の学区となっている。

## 関係者

### 出身者
- 義達祐未 - 女優・とちぎ未来大使(現在は会社経営、栃木県地域振興プロジェクトも数多く手がける)
- 蜂須賀孝治 サッカー選手- ベガルタ仙台
- 中川真吾 - 元俳優・元D-BOYS （ジュノンボーイ審査員特別賞）